# Пеза (приток Арно)
Пе́за (итал. Pesa) — река в северной Италии.

## Описание
Река протекает по территориям провинций Сиена и Флоренция (область Тоскана). Её исток находится в горах Кьянти, после чего она течёт по одноимённой долине (называемой «Валь-ди-Пеза» или «Вальдипеза») и впадает в реку Арно на территории коммуны Монтелупо-Фьорентино. Длина реки составляет 48 километров.